# Gnocco fritto
Le gnocco fritto (en Émilien central : gnocc frett, gnocc, gnoch frétt, gnoc frètt ou 'l gnoc ; gnoc fritt dans le dialecte de la région de l'Émilie inférieure ; invariable au pluriel) ou torta fritta, est un produit agroalimentaire traditionnel italien typique des provinces de Modène, Parme et Reggio d'Émilie.
Le plat est également répandu dans toute la basse plaine émilienne et est également connu sous d'autres noms, notamment crescentina (Bologne ; à ne pas confondre avec la crescentina modenese de Modène qui, à Bologne s'appelle tigella), torta fritta (Parme et Crémone), chisulén ou chisolino (dans la plaine nord-est de la province de Plaisance),,,,, pinzino (province de Ferrare) ou pinsìn (province de Mantoue).
Selon certaines sources, la présence de saindoux parmi les principaux ingrédients pourrait suggérer une origine lombarde de la recette,,.

## Utilisation de l'article
Les normes grammaticales de l'italien imposent l'usage de l'article « lo » (et « gli » pour le pluriel) devant le groupe de consonnes « gn », cependant en usage familier, notamment dans l'Italie du Nord, la forme « il » est très répandue (« i » au pluriel) ; « lo gnocco fritto » deviendrait donc « il gnocco fritto ». Ce solécisme est également repris par la littérature culinaire.
Selon l'Accademia della Crusca, la forme la moins correcte avec l'article « il » est néanmoins largement employée et « peut survenir dans des contextes mal encadrés, [alors qu'elle] est vraiment à éviter dans des registres plus contrôlés ». L'expression « il gnocco fritto » peut être utilisée en lisant la phrase dans son contexte, comme cela arrive pour de nombreuses autres expressions de la langue italienne, car « dans de nombreux dialectes, « il gnocco » peut et est utilisé, ».
Dans les zones d'origine du produit, les gens « contournent souvent l'obstacle en ne mettant pas l'article, car choisir le mauvais article est triste, mais recourir au bon est perçu comme une recherche stylistique trop forte ».

## Histoire
La présence de saindoux dans la pâte et le bain de friture fait remonter le gnocco fritto à l'époque des Lombards au VIe siècle, cette graisse étant très en vogue chez les barbares et prédominant pendant tout le Moyen Âge.
En 1659, dans son livre Les Quatre Banquets pour les quatre saisons de l'année, Carlo Nascia, cuisinier à la cour du duc de Parme, mentionne la pasta al vento (« pâte au vent »), en la décrivant comme un nuage de finesse et de légèreté.
Cette recette est traditionnelle dans les familles paysannes de l'Émilie-Romagne du fait de son accessibilité et de la simplicité de ses ingrédients.

## Préparation

### Recette modénaise

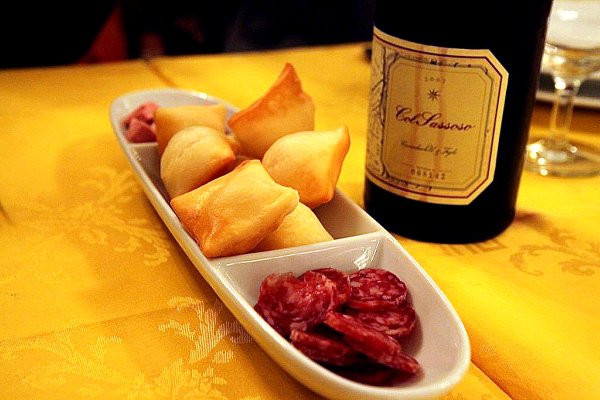
Gnocco fritto, salami et lambrusco.

On prépare d'abord une pâte composée de farine de blé « 00 », saindoux de porc, eau gazeuse et sel. Parfois, surtout dans les régions des Apennins, une goutte de lait est ajoutée pour ramollir la pâte.
Selon la recette de Modène où il n'y a pas de levure, après avoir été pétrie, la pâte est placée dans un récipient recouvert d'un torchon ; toutes les 20 à 30 minutes, il faut la travailler et la malaxer, en faisant en sorte qu’elle incorpore de l’air qui, avec les bulles du gaz de l’eau, la fera gonfler au moment de la cuisson. Ensuite la pâte est réduite en feuille de quelques millimètres d'épaisseur (d'environ 2 à 6) et découpée en losanges ou rectangles d'environ 10+−0
 −15 de côté ou en rondelles d'un diamètre d'environ 25 cm, qui sont frits, selon la tradition, en les jetant dans du saindoux de porc bouillant.

### Recette bolognaise
Dans la version bolognaise, la pâte est composée de farine « 00 », de levure de bière ou instantanée, de sel et d'eau (rarement de lait). Parfois, un peu d'huile est également ajoutée, pour s'assurer que la pâte absorbe moins de graisse pendant la friture.

### Friture

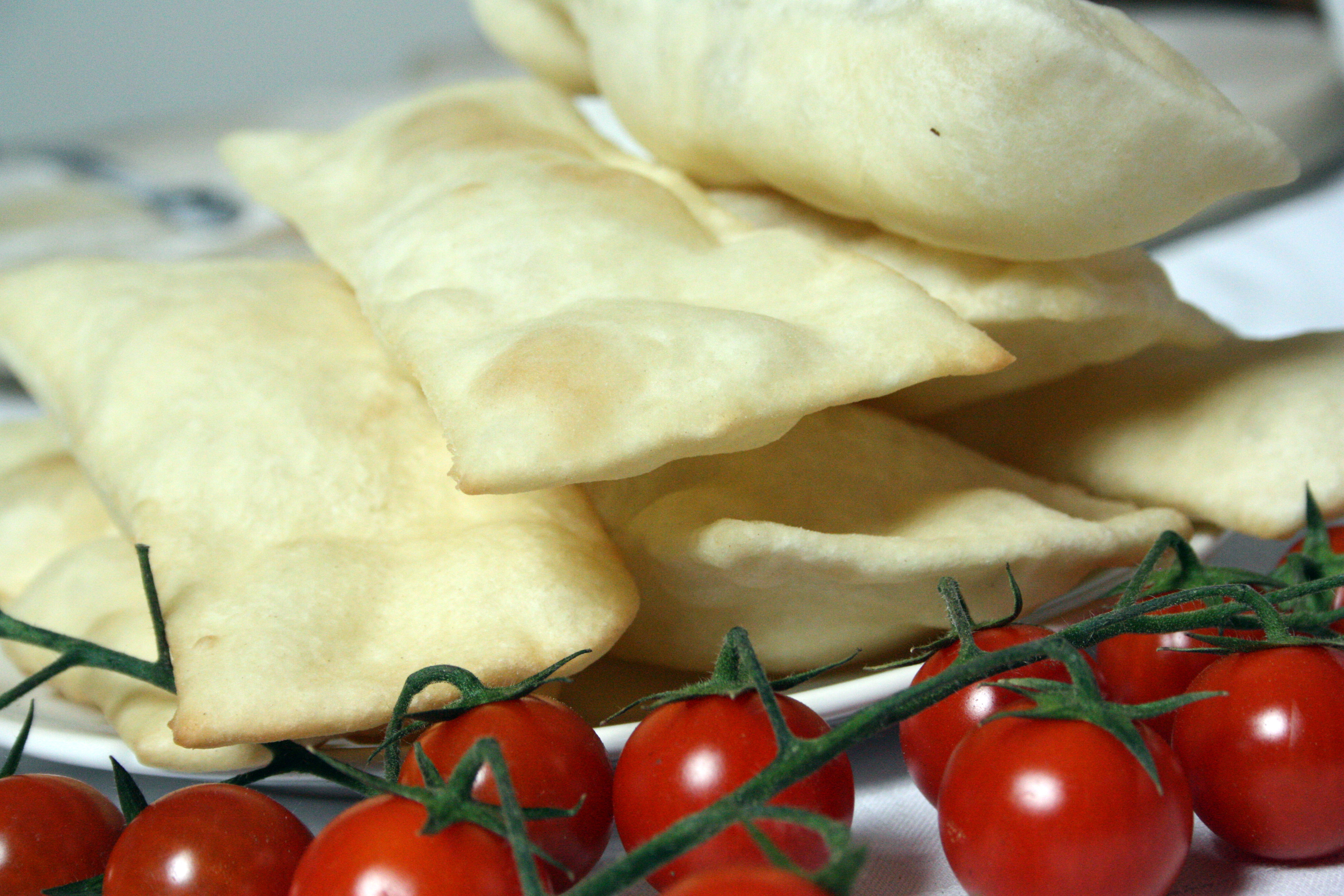
Gnocco fritto.

La recette traditionnelle consiste à faire frire le gnocco dans beaucoup de saindoux, dans une poêle ou dans des cuves spéciales.
La pâte est frite normalement environ une minute de chaque côté et gonfle en formant des bulles à la surface ou un « ventre » dans le cas de gnocco fritto de petites dimensions. Autrefois, un trou (appelé umbrèghel, nombril) était pratiqué au centre des gnocco fritto, afin que le saindoux chaud puisse atteindre et cuire également la partie supérieure.
Le saindoux ayant un point de fumée très élevé (environ 230 °C), les normes de sécurité modernes imposées aux bars, restaurants, cantines et collectivités rendent difficile de trouver sur le marché des friteuses dépassant une température de 190 °C. Par conséquent, diminuer la température de friture, du moins dans les environnements industriels et de restauration, oblige à utiliser diverses huiles à la place du saindoux qui, à une température de 190 °C, rendraient le plat excessivement gras. On recourt donc à l'utilisation d'huile de graines ou d'huile de palme, fractionnée à une température de friture pouvant varier entre 180 °C et 188 °C en fonction de l'épaisseur de la pâte à frire.
Une fois cuits, les gnocco fritto sont égouttés et séchés sur du papier absorbant ; ceux de forme ronde, s'ils sont produits en grande quantité, sont généralement égouttés en position verticale à l'intérieur d'une boîte, comme s'il s'agissait de vaisselle dans un égouttoir.

## Consommation

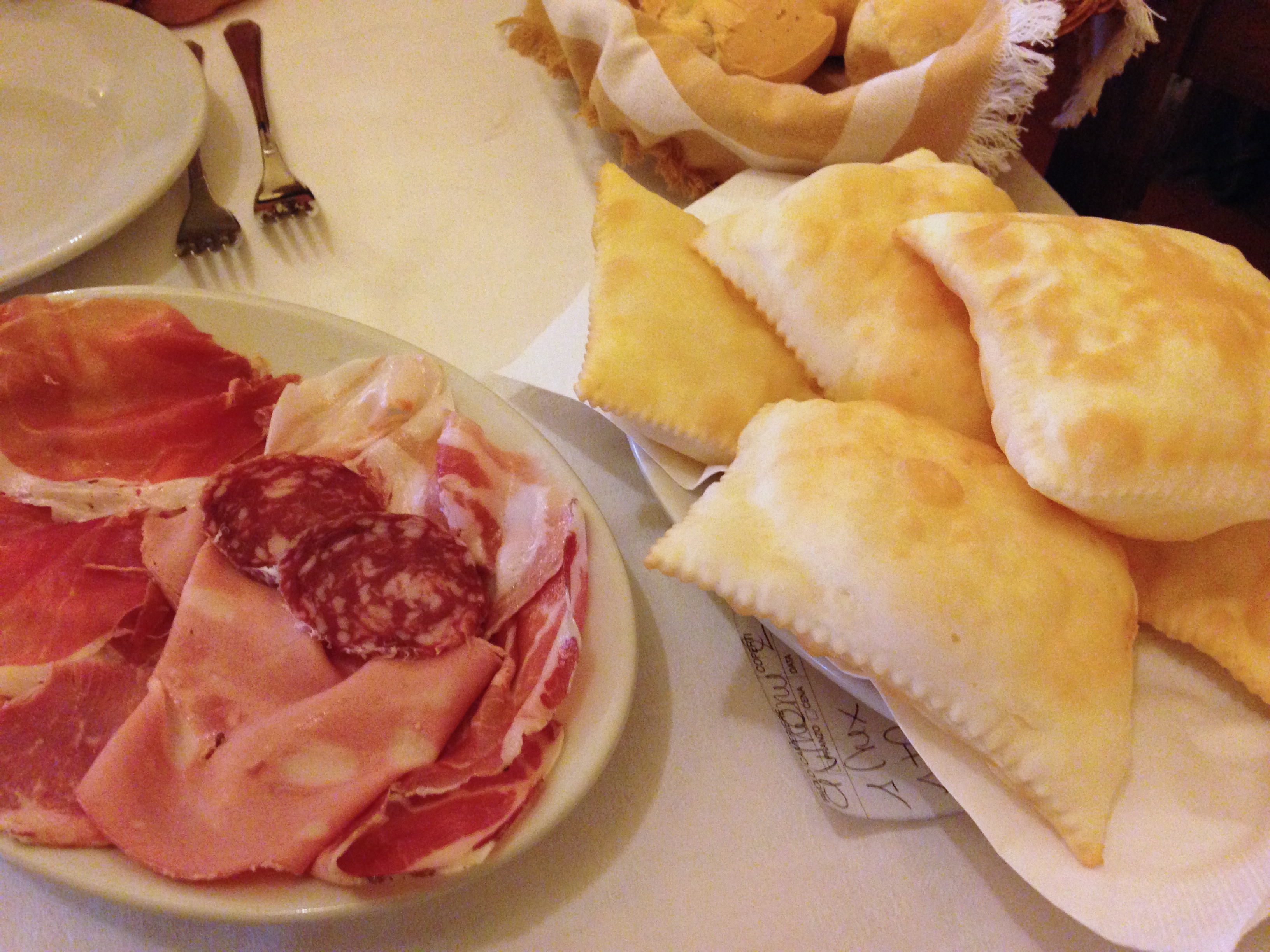
Charcuterie et gnocco fritto.

À l'origine, le gnocco fritto était servi en dessert, saupoudré de sucre glace. Lorsque le sel a remplacé le sucre, il est devenu un substitut au pain pour accompagner charcuteries et fromages en en-cas ou apéritif.
Lorsqu'il n'est pas consommé comme cuisine de rue typique des foires ou des événements locaux, le gnocco fritto est consommé lors des repas avec de la charcuterie émilienne typique telle que le jambon, le salami, la mortadella Bologna, la coppa ou la coppa di testa, éventuellement accompagné de fromages à tartiner locaux et de vin lambrusco.
Dans la ville de Modène, il est de coutume de consommer le gnocco fritto (chaud s'il vient d'être préparé ou froid s'il est de la veille) également au petit déjeuner, accompagné d'un cappuccino ou d'un latte, .
Le gnocco fritto peut se manger seul, bien chaud et légèrement salé à sa surface.
Étant donné que le mot « gnocco » est principalement utilisé au singulier, pour le gnocco fritto, un nombre de pièces est demandé[pas clair] au restaurant, il est commandé pour le nombre de personnes qui le souhaitent ; gnocco al forno et stria, cuits dans des plateaux quadrangulaires et immédiatement coupés en lanières, sont servis au client selon la quantité souhaitée.

## Honneurs
La région Émilie-Romagne et le ministère des Politiques agricoles, alimentaires et forestières ont inclus le gnocco fritto, lors de la septième révision, dans la liste des Produits agroalimentaires traditionnels italien (PAT).
Le 7 juillet 2008, la Confraternita del Gnocco d'Oro a été créée à Modène, pour protéger, promouvoir et diffuser la culture gastronomique de Modène, une association à but non lucratif de gourmets qui a publié un volume sur les gnocco fritto modenese, avec des références historiques, littéraires, gastronomiques, des recettes, et un guide des 100 bars où se déroule chaque jour le petit déjeuner modénais, c'est-à-dire où il est possible de déguster des gnocco fritto. En novembre 2013, un volume consacré aux gnocco fritto dans les restaurants est sorti.

## Records

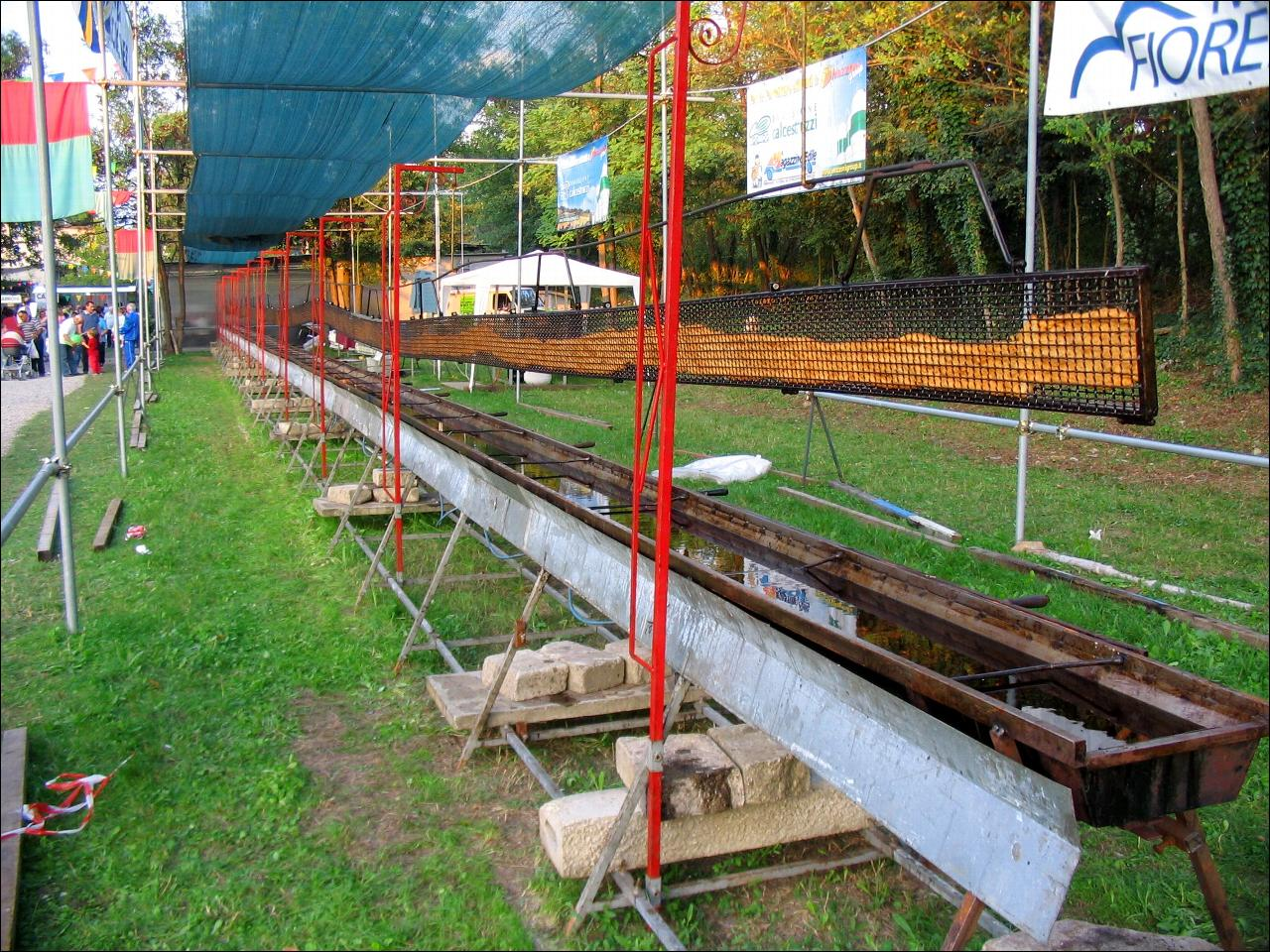
Le gnocco fritto de 41 mètres préparée à Castello di Serravalle en 2006.

Le 17 octobre 2016, lors du festival de Castello di Serravalle (Bologne), le plus long gnocco fritto du monde de 42 mètres a été préparé, battant le précédent record de 41 mètres établi en 2006.

## Produits similaires
Les produits similaires aux gnocco fritto sont la ficattola, coccolo ou donzella (Toscane, bouchées de pâte frite non étalée), le sgabeo (Lunigiana), la  piadina frite (Romagne), la pizza fritta (Italie du centre-sud), la fersulla (Alexandrie (Italie)), la friciula ou le panfritto (Asti), la schiccie (Varzi),la vastedda fritta (Palerme), la sopaipilla (Amérique latine) et le frybread (États-Unis).
Dans les provinces de Modène et de Reggio Emilia, le terme « gnocco » (non frit) désigne une focaccia très commune cuite au lard de porc. Il est donc essentiel d'ajouter l'attribut « fritto » pour distinguer les deux produits. Le produit cuit au four est parfois explicitement appelé « gnocco al forno » (gnoch al fóren) ; principalement vendu comme produit à emporter, on le retrouve dans les présentoirs des bars et boulangeries aux côtés de variantes telles que la stria (un peu plus croustillante) et divers gnocchini, généralement de forme carrée ou circulaire.